# Adam Grimmer
Pour les articles homonymes, voir Grimmer.
Adam Grimmer, actif à Francfort, mort en 1596/98, est un peintre allemand.
On sait peu de choses sur cet artiste, sinon qu'il fut le maître de Philipp Uffenbach. On possède de lui quelques dessins et des toiles, notamment le Portrait d'un vieillard (Bildnis eines Greises) qui date de 1592, au musée de Brême (Bremen Kunsthalle)